# Ignacy Sztukowski
Ignacy Sztukowski CR (ur. 7 sierpnia 1914 w Chotowie, zm. 27 grudnia 1940 w KL Dachau) – polski alumn katolicki, brat zakonny ze Zgromadzenia Zmartwychwstania Pana Naszego Jezusa Chrystusa, Sługa Boży Kościoła katolickiego.
Był studentem trzeciego roku Seminarium Duchowego we Lwowie. Po wybuchu II wojny światowej został aresztowany i uwięziony w niemieckim obozie koncentracyjnym Sachsenhausen (KL). Przewieziony obozu KL Dachau i zarejestrowany pod numerem obozowym 19866 zginął 27 grudnia 1940 roku.
Jest jednym z 122 Sług Bożych, wobec których 24 maja 2011 roku zakończył się diecezjalny etap procesu beatyfikacyjnego drugiej grupy męczenników z okresu II wojny światowej - Henryka Szumana i 121 towarzyszy.